# Zabrze Wschód
Zabrze Wschód – nieczynna stacja kolejowa w Zabrzu, w dzielnicy Zaborze; w woj. śląskim, w Polsce.